# Brev från nollpunkten
Brev från nollpunkten är en samling historiska essäer av Peter Englund, som är tänkt att beskriva mänsklighetens grymhet och belysa det mörka 1900-talet med utgångspunkt i sex essäer. 
Essäernas huvudämnen är första världskriget och dess krigskonstnärer; den från statligt håll utövade terrorn i Sovjetunionen under Stalins regeringsperiod; den totalitära arkitekturen i Tredje riket och Sovjetunionen; SS-mannen Kurt Gerstein och Förintelsen; bombningarna av tyska städer under andra världskriget; samt atombomberna över Hiroshima och Nagasaki. 
Essäerna fokuserar generellt på människorna bakom handlingarna, och anses av vissa läsare som viktiga just på grund av sitt fokus på individens roll i det kollektiva samspelet. 
Boken kom ut i sin 3:e upplaga 2012 och har bland annat översatts till norska, finska, polska och tyska.